# Julie Plec

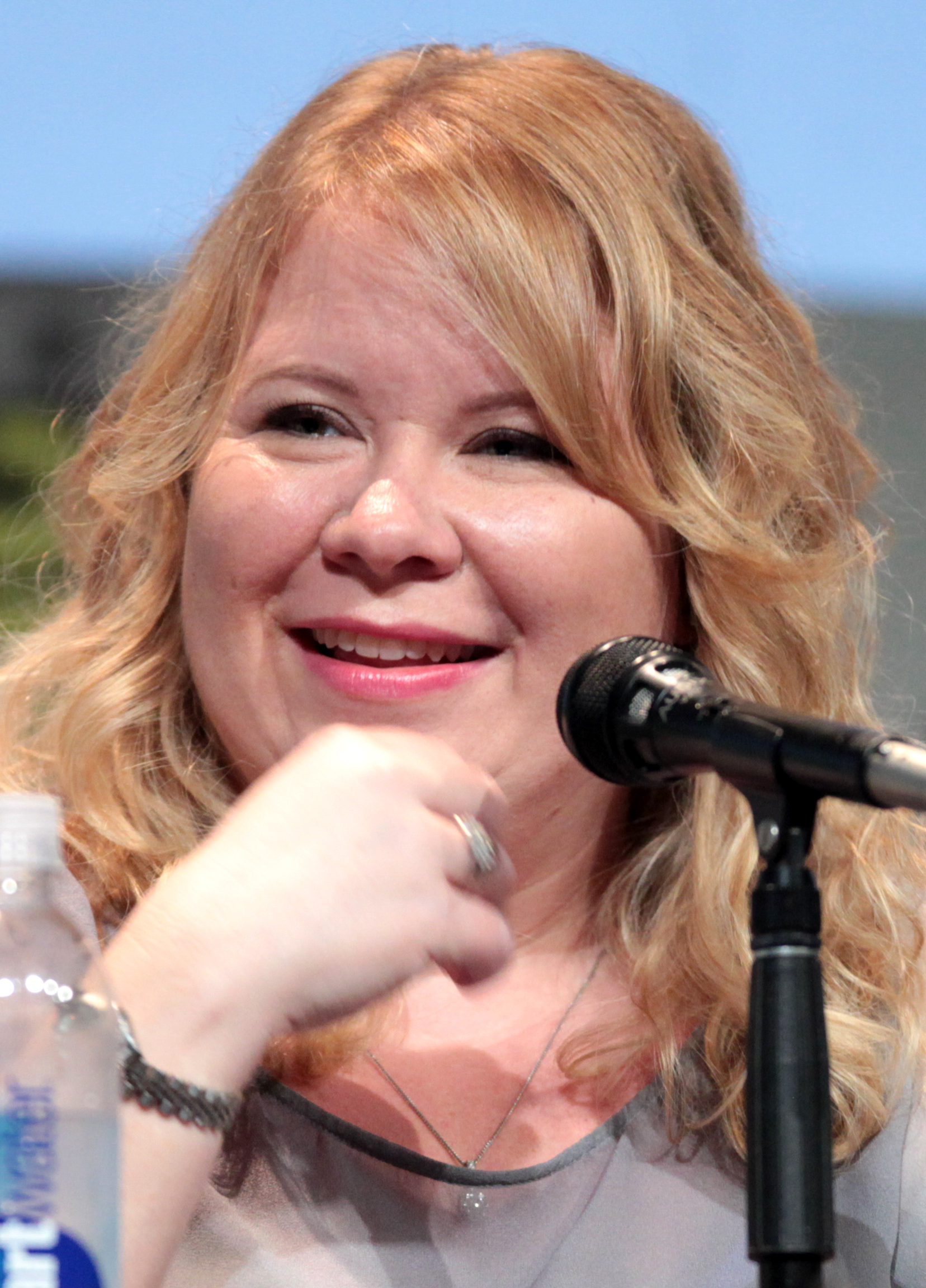
Julie Plec auf der Comic-Con (2015)

Julie Plec (* 26. Mai 1972) ist eine US-amerikanische Autorin und Produzentin. Sie schrieb die „Hunter-Trilogie“ innerhalb der Jugendbuchserie Tagebuch eines Vampirs, nachdem Lisa Jane Smith mit ihrem letzten Buch Tagebuch eines Vampirs – Jagd im Abendrot ihr letztes Buch in dieser Serie herausgegeben hatte. Die „Hunter-Trilogie“ ist die Fortsetzung zu den Büchern Lisa Jane Smiths. Julie Plec hat auch an den Drehbüchern für die Fernsehserie Vampire Diaries mitgeschrieben sowie an der Serie The Tomorrow People. Bei der Mysteryserie Kyle XY war sie Koproduzentin.

## Filmografie
Produzentin
- 1997: Scream 2 (Ko-Produzentin)
- 1999: Tötet Mrs. Tingle! (Ko-Produzentin)
- 1999: Wasteland (Produzentin)
- 2000: Der Club der gebrochenen Herzen (The Broken Hearts Club: A Romantic Comedy, Ko-Produzentin)
- 2000: Scream 3 (Ko-Produzentin)
- 2005: Verflucht (Cursed, Ko-Produzentin)
- 2006–2009: Kyle XY (verschiedene Produzentenarbeiten)
- 2013–2014: The Tomorrow People (Executive Producerin)
- 2013–2018: The Originals (Executive Producerin)
- 2009–2017: Vampire Diaries (The Vampire Diaries, Executive Producerin)
- 2016: Containment (Executive Producerin)

Drehbuchautorin
- 2006–2009: Kyle XY (8 Folgen)
- 2009–2017: Vampire Diaries (The Vampire Diaries, Schöpferin)
- 2013–2014: The Tomorrow People (Schöpferin, 22 Folgen)
- 2013–2018: The Originals (Schöpferin)
- 2016: Containment (Schöpferin)
- 2018–2022 Legacies (Schöpferin)